# Leucauge tuberculata
Leucauge tuberculata este o specie de păianjeni din genul Leucauge, familia Tetragnathidae, descrisă de Wang, 1991. Conform Catalogue of Life specia Leucauge tuberculata nu are subspecii cunoscute.